# Länsväg 148
De Zweedse weg 148 (Zweeds: Länsväg 148) is een provinciale weg in de provincie Gotlands län in Zweden en is circa 60 kilometer lang. De weg ligt op het eiland Gotland.

## Plaatsen langs de weg
- Visby
- Tingstäde
- Lärbro
- Fårösund

## Knooppunten
- Länsväg 140, Länsväg 142: gezamenlijk tracé van zo'n 2 kilometer, bij Visby (begin)
- Länsväg 143 bij Visby
- Länsväg 147 bij Visby
- Länsväg 147 bij Lärbro
- Länsväg 149 bij Lärbro
- Veerboot naar/van Fårö